# Romana Žatecká
Romana Žatecká, rozená Konečná, (* 12. září 1965 Česká Lípa) je česká novinářka a politička, mezi lety 2012 a 2020 zastupitelka Libereckého kraje, v letech 2014 až 2018 starostka města Česká Lípa, původně členka ČSSD, nyní bezpartijní zastupitelka za SPD.

## Životopis

### Studium a profesní dráha
Romana Žatecká po vystudování českolipského gymnázia absolvovala v roce 1988 Fakultu žurnalistiky na pražské Univerzitě Karlově. Následujících deset let byla redaktorkou Zemědělských novin (později přejmenovaných na Zemské noviny).
V letech 2001 - 2005 pracovala na Krajském úřadě Ústeckého kraje, nejprve jako tisková mluvčí, později i jako vedoucí odboru Kancelář hejtmana. Žatecká působila také jako vedoucí Pobytového a integračního střediska ve Stráži pod Ralskem nebo jako šéfredaktorka ústecké mutace týdeníku Sedmička.
Od roku 2011 se živila jako osoba samostatně výdělečně činná v oblasti public relations a interní komunikace, spolupracovala se společností Pears Health Cyber.

### Politická dráha
Od roku 2006 je členkou ČSSD, od dubna 2013 místopředsedkyní KVV ČSSD Libereckého kraje. Právě kandidátku této strany vedla v komunálních volbách v roce 2010 v České Lípě. Ačkoliv se její strana umístila na prvním místě a o Žatecké se spekulovalo jako o možné budoucí starostce města, post nakonec obsadila staronová starostka Hana Moudrá. ČSSD tak skončila v opozici.
V krajských volbách v roce 2012 byla třetí kandidátkou ČSSD do zastupitelstva Libereckého kraje. Strana se umístila čtvrtá a Žatecká se stala krajskou, rovněž opoziční zastupitelkou. Ve volebním období 2012-2016 byla členkou Výboru zdravotnictví zastupitelstva Libereckého kraje. V krajských volbách v roce 2016 mandát krajské zastupitelky za ČSSD obhájila. Na kandidátce byla původně na 7. místě, ale vlivem preferenčních hlasů skončila třetí. Byla předsedkyní výboru hospodářského a regionálního rozvoje. Ve volbách v roce 2020 již nekandidovala.
V roce 2013 neúspěšně kandidovala na předsedkyni Krajského výboru ČSSD proti europoslanci Robertu Duškovi.
Kandidátku ČSSD vedla znovu v komunálních volbách na podzim 2014, kdy ČSSD ve městě znovu zvítězila. Dne 10. listopadu 2014 byla zvolena starostkou České Lípy. Její ČSSD tehdy utvořila radniční koalici s hnutími ANO a Uděláme pořádek v České Lípě a s ODS. První místostarostkou se stala Alena Šafránková (ANO) a druhým místostarostou Juraj Raninec (ODS).
V únoru 2018 Romana Žatecká kandidovala na mimořádném sjezdu ČSSD v Hradci Králové na post předsedkyně strany. Získala však pouze 13 hlasů a neuspěla.
Ve sněmovních volbách v roce 2025 kandiduje na 3. místě kandidátní listiny hnutí SPD v Libereckém kraji.

### Komunální volby 2018
V komunálních volbách, které se konaly ve dnech 5. a 6. října 2018, ČSSD zaznamenala v České Lípě výrazný propad. Na základě výsledku 8,34 % získala pouze dva mandáty pro Romanu Žateckou a Petra Mášku, zatímco ANO 2011 mělo 23,99 % a Živá Lípa 22,34 %. Romana Žatecká skončila dne 21. listopadu 2018 ve funkci starostky a pokračovala jako řadová zastupitelka města za ČSSD.

### Komunální volby 2022
V komunálních volbách 2022 kandidovala jako trojka kandidátky SPD, kdy byla jako bezpartijní znovuzvolena do zastupitelstva města. 